# Bonneval-sur-Arc
Bonneval-sur-Arc är en kommun i departementet Savoie i regionen Auvergne-Rhône-Alpes i sydöstra Frankrike. Kommunen ligger i kantonen Lanslebourg-Mont-Cenis som tillhör arrondissementet Saint-Jean-de-Maurienne. År 2022 hade Bonneval-sur-Arc 270 invånare.

## Befolkningsutveckling
Antalet invånare i kommunen Bonneval-sur-Arc
| Referens: INSEE |